# Nick Mason's Saucerful of Secrets
Saucerful of Secrets de Nick Mason és un grup de rock anglès format el 2018 per interpretar la música antiga de Pink Floyd. La banda està formada pel bateria i cofundador de Pink Floyd Nick Mason, el col·laborador de Pink Floyd Guy Pratt, els guitarristes Gary Kemp i Lee Harris i el teclista Dom Beken. Com que molts fans havien descobert Pink Floyd amb el seu àlbum més venut de 1973 The Dark Side of the Moon, Mason volia apropar el seu material anterior a un públic més ampli.
La banda va debutar el maig del 2018 a Dingwalls a Londres, abans d’emprendre una gira europea el setembre del 2018 i una gira nord-americana el 2019. Una gira europea del 2020 es va ajornar a causa de la pandèmia COVID-19. El setembre de 2020, la banda va llançar un àlbum i una pel·lícula en viu, Live at the Roundhouse.

## Formació
Pink Floyd es va formar a Londres el 1965 per Syd Barrett (guitarra, veu principal), Nick Mason (bateria), Roger Waters (baix, veu) i Richard Wright (teclats, veu). Barrett va marxar el 1968, substituït pel guitarrista David Gilmour i Waters el 1985; Wright va morir el 2008. Mentre Gilmour i Waters continuaven interpretant material de Pink Floyd en els seus espectacles en solitari, Mason va treballar en les reedicions i recopilacions de Pink Floyd. Després de col·laborar amb Pink Floyd: Their Mortal Remains, una exposició del 2017 sobre Pink Floyd, Mason va dir: "Acabeu sentint que pertanyeu a English Heritage. Tot el que parleu i feu és una cosa que va passar fa quaranta anys. començant a fer-me sentir una mica vell ".
El 2018, l'ex guitarrista de Blockheads Lee Harris i el baixista i col·laborador de Pink Floyd Guy Pratt es van apropar a Mason amb la idea de formar una banda per interpretar el primer material psicodèlic de Pink Floyd. Els van acompanyar el vocalista i guitarrista Gary Kemp de Spandau Ballet i el teclista Dom Beken, col·laborador de Wright. Pratt i Beken anteriorment van treballar junts a la banda electrònica Transit Kings. Mason va subratllar que Kemp no "ocupava el lloc" de Barrett, sinó que "tenia a veure amb qui tenia l'entusiasme i Gary ho va fer". Segons Mason, en els primers assajos, "l'interessant era que tot tipus començava a sonar bé immediatament. Crec que va ser principalment impulsat pel seu entusiasme".
Com que molts fans havien descobert Pink Floyd amb el seu àlbum més venut de 1973 The Dark Side of the Moon, Mason volia apropar el seu material anterior a un públic més ampli. Va dir que no volia actuar com un acte d'homenatge similar a l'Australian Pink Floyd Show, ni fer espectacles similars als de Waters i Gilmour; volien "captar l'esperit" de la música en lloc de recrear-la. El grup va rebre les benediccions dels companys de Pink Floyd supervivents de Mason. Prenen el seu nom del segon àlbum de Pink Floyd, A Saucerful of Secrets (1968).

## Actuacions
Saucerful of Secrets de Nick Mason va debutar en un programa de proves exhaurides a Dingwalls, un club de 500 places a Londres, el maig del 2018. Després van seguir tres petits espectacles a la Half Moon, Putney, una gira europea al setembre del 2018., i una gira nord-americana el 2019. El 18 d'abril de 2019, Waters va sorprendre al públic del New York Beacon Theatre unint-se a la banda per cantar "Set the Controls for the Heart of the Sun". La banda havia d’iniciar una gira europea a l’abril del 2020, però es va ajornar al 2021 i més tard al 2022 a causa de la pandèmia COVID-19.

## Estrenes
El setembre de 2020, la banda va llançar un àlbum i una pel·lícula en viu, Live at the Roundhouse. Un single amb "See Emily Play" i "Vegetable Man" va ser llançat per a Record Store Day.

### Live at the Roundhousellista temes

#### CD/LP 1
1. "Interstellar Overdrive" (Syd Barrett, Roger Waters, Richard Wright, Nick Mason) - 5:49
2. "Astronomy Domine" (Barrett) - 4:11
3. "Lucifer Sam" (Barrett) - 3:12
4. "Fearless" (David Gilmour, Waters)- 5:02
5. "Obscured by Clouds" (Gilmour, Waters) - 4:27
6. "When You're In" (Gilmour, Waters, Wright, Mason) - 1:55
7. "Remember a Day" (Wright) - 3:32
8. "Arnold Layne" (Barrett) - 3:15
9. "Vegetable Man" (Barrett) - 2:27
10. "If" (Waters) - 1:55
11. "Atom Heart Mother" (Gilmour, Waters, Wright, Mason, Ron Geesin) - 7:14
12. "If (Reprise)" (Waters) - 1:52
13. "The Nile Song" (Waters) - 3:37

#### CD/LP 2
1. "Green Is the Colour" (Waters) - 4:07
2. "Let There Be More Light" (Waters) - 3:37
3. "Childhood's End" (Gilmour) - 3:33
4. "Set the Controls for the Heart of the Sun" (Waters) - 12:21
5. "See Emily Play" (Barrett) - 3:03
6. "Bike" (Barrett) - 2:23
7. "One of These Days" (Gilmour, Waters, Wright, Mason) - 5:57
8. "A Saucerful of Secrets" (Gilmour, Waters, Wright, Mason) - 9:17
9. "Point Me at the Sky" (Gilmour, Waters) - 3:12

## Components de la banda
- Nick Mason: Bateria, Gong, campana, percussió
- Guy Pratt: Baix, veus, timbals, gong
- Gary Kemp: Guitarres, veus
- Lee Harris: Guitarres, cors
- Dom Beken: Teclats, cors